# Pseudorhizopogon sudae
Pseudorhizopogon sudae är en svampart som beskrevs av Kobayasi 1983. Pseudorhizopogon sudae ingår i släktet Pseudorhizopogon, divisionen sporsäcksvampar och riket svampar.   Inga underarter finns listade i Catalogue of Life.